# Czine Ágnes
Czine Ágnes (Tiszalök, 1958. augusztus 11. –) magyar jogász, bíró, jogtudós, egyetemi tanár, 2014 óta alkotmánybíró.

## Kutatási területe
Gazdasági büntetőjog, különösen kényszerintézkedések a büntetőeljárásban, szervezett bűnözés, nemzetközi bűnügyi együttműködés, emberi jogok érvényesülése a büntetőeljárásban, az előzetes döntéshozatali eljárás a büntetőeljárásban, a tisztességes eljárás érvényesülése a büntető eljárásban.

## Életpályája
Az Eötvös Loránd Tudományegyetem Állam- és Jogtudományi Karán szerzett diplomát 1981-ben, majd 2001-ben gazdasági büntetőjogi szakjogászi végzettséget is szerzett.
Pályája elején a Szentendrei Városi Bíróságon, majd a Pesti Központi Kerületi Bíróságon dolgozott bírósági fogalmazóként, majd jogi szakvizsgáját követően 1984 júliusától bíró volt a Pesti Központi Kerületi Bíróságon, majd a Budakörnyéki Bíróságon. 1993-tól a Budakörnyéki Bíróság elnökhelyettese, majd 1994-től elnöke volt. 1999-től a Pest Megyei Bíróság, 2003 áprilisától a Fővárosi Ítélőtábla büntető kollégiuma vezetőjeként dolgozott.
2004-től  a Károli Gáspár Református Egyetem Állam- és Jogtudományi Karán büntető-eljárásjogot, és büntető anyagi jogot oktat. 2012-ben PhD-fokozatot szerzett. 2013-től egyetemi adjunktus, 2014. december 15-től címzetes egyetemi tanár. 2015. szeptember 1-jétől egyetemi docens a Károli Gáspár Református Egyetemen, ahol 2020-ban habilitált. 2021. szeptember 1-től egyetemi tanár. 2003-tól a budapesti Pázmány Péter Egyetem oktatója is.
2014 óta az Alkotmánybíróság tagja.
2022. november 1-jétől kezdve a Károli Gáspár Református Egyetem Állam- és Jogtudományi Karán a Büntető Eljárásjogi Tanszék vezetője.

## Díjai, elismerései
Juhász Andor-díj arany fokozata (2011)

## Publikációi
Publikációi 2019-ig Archiválva 2021. május 13-i dátummal a Wayback Machine-ben